# Geiranger
 Geiranger là một làng ở Na Uy.

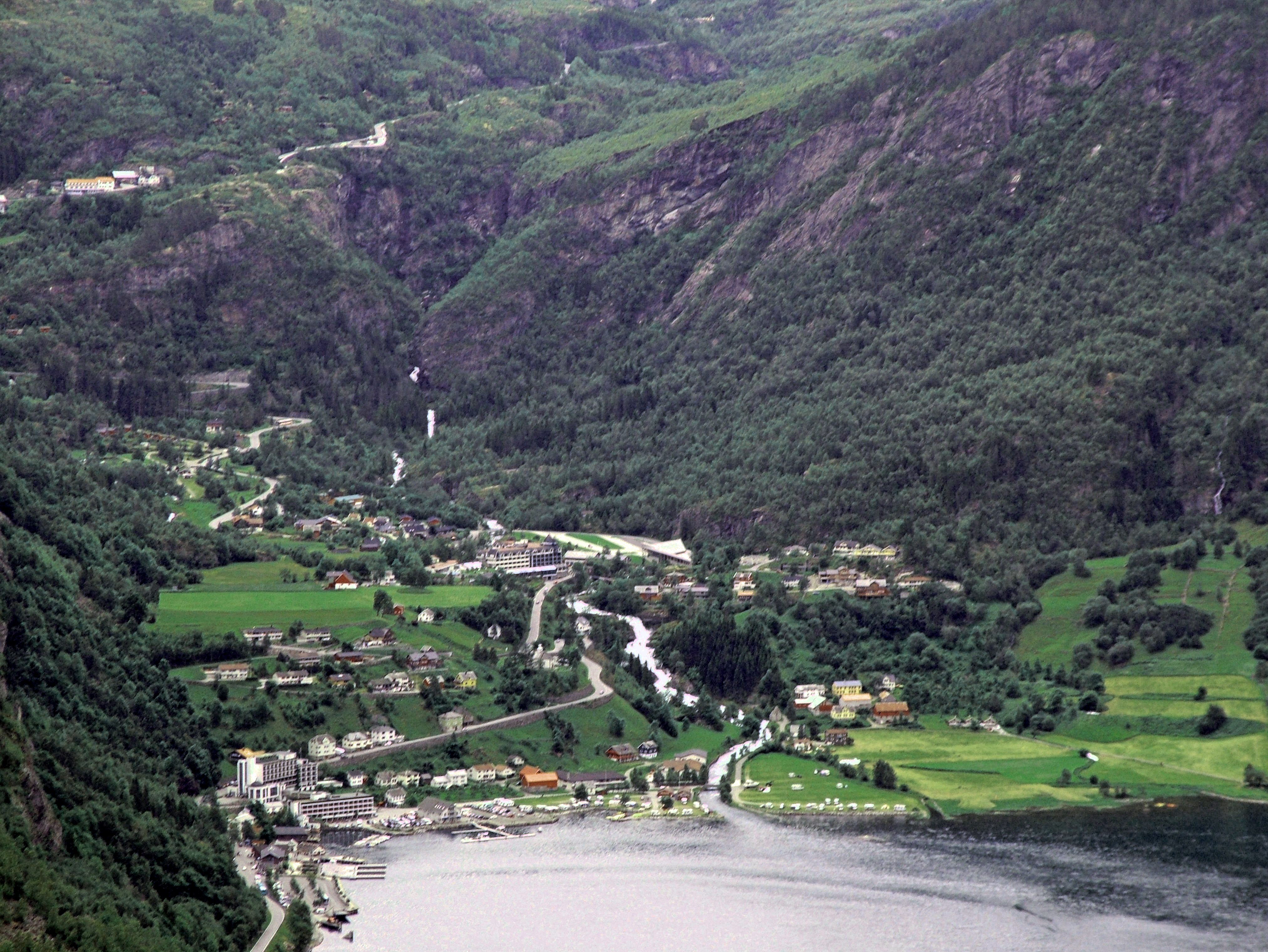
Geiranger từ Adlerstraße

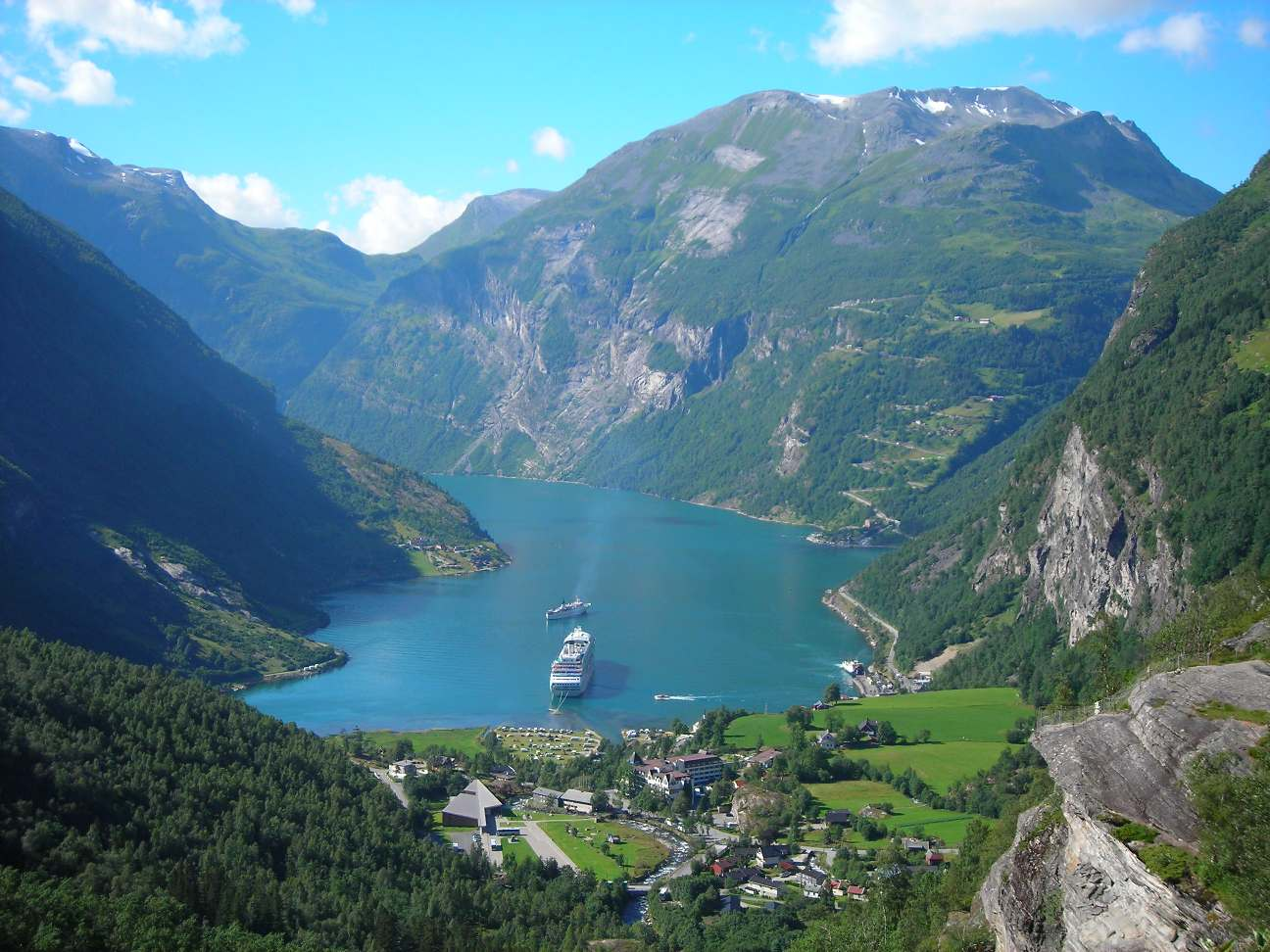
Geiranger từ Flydalsjuvet

Làng này nằm ở cuối vịnh hẹp Geiranger tại vùng Møre og Romsdal và có khoảng 300 dân cư; vào mùa hè dân số gia tăng lên khoảng 2000. Người dân ở đây sống hầu như nhờ khách dụ lịch. Ngoài những chiếc thuyền Hurtigruten mỗi năm khoảng 100 chiếc tàu du lịch chạy vào vịnh hẹp Geiranger và dừng lại ở Geiranger.
Vào mùa hè những chiếc phà chở hành khách và xe hơi chạy nhiều lần trong ngày từ đây tới Hellesylt và Valldal.
Từ núi Dalsnibba cao khoảng 1500 m, mà có thể lên được bằng xe hơi, xe gắn máy, xe đạp hay xe buýt qua một con đường sỏi đá, người ta có được một quang cảnh nhìn xuống làng và vịnh hẹp Geiranger gây ấn tượng sâu sắc nhất.

## Những thắng cảnh
- vịnh hẹp Geiranger
- Đường Adler
- Đỉnh núi Dalsnibba
- Đường vòng Knuten